# Шилальское сельское староство
Шила́льское сельское староство (лит. Šilalės kaimiškoji seniūnija) — одно из 14 староств Шилальского района, Таурагского уезда Литвы. Административный центр — город Шилале.

## География
Расположено на западе Литвы, в центрально-южной части Шилальского района, на Жямайтской возвышенности.
Граничит с Дидкиемским староством на юге, Паюрисским — на западе, Шилальским городским и Тракседским — на северо-западе, Лаукувским — на севере, Кальтиненайским — на северо-востоке, Упинским — на востоке, и Мажонайским староством Таурагского района — на юге и востоке.

## Население
Шилальское сельское староство включает в себя 44 деревни.